# شغل بهاراب (مقاطعة إسلام آباد غرب)
شغل‌بهاراب (بالفارسية: شغل‌بهاراب) هي قرية تقع في كرمانشاه في إيران. يقدر عدد سكانها بـ 27 نسمة بحسب إحصاء 2016.